# 1967年のイギリスサルーンカー選手権
1967年のイギリスサルーンカー選手権 (1967 British Saloon Car Championship) は、イギリスサルーンカー選手権の10年目のシーズン。3月12日のブランズ・ハッチで開幕し、10月22日の同地における最終戦まで全10戦で争われた。フォード・ファルコン・スプリントをドライブするオーストラリア人ドライバーのフランク・ガードナーが初のタイトルを獲得した。

## 開催カレンダーと優勝者
複数クラスの混走による総合優勝者は太字
| ラウンド | ラウンド | サーキット                                     | 開催日   | クラス A 優勝者            | クラス B 優勝者    | クラス C 優勝者        | クラス D 優勝者      |
| -------- | -------- | ---------------------------------------------- | -------- | -------------------------- | ------------------ | ---------------------- | -------------------- |
| 1        | 1        | ブランズ・ハッチ                               | 3月12日  | アニタ・テイラー           | ジョン・ローズ     | グラハム・ヒル         | フランク・ガードナー |
| 2        | 2        | スネッタートン・モーターレーシング・サーキット | 3月24日  | ジョン・フィッツパトリック | ジョン・ハンドレイ | グラハム・ヒル         | ジャッキー・オリバー |
| 3        | 3        | シルバーストン・サーキット                     | 3月27日  | ジョン・フィッツパトリック | マイク・ヤング     | グラハム・ヒル         | ジャッキー・オリバー |
| 4        | 4        | シルバーストン・サーキット                     | 4月29日  | ジョン・フィッツパトリック | ジョン・ローズ     | ヴィック・エルフォード | フランク・ガードナー |
| 5        | A        | マロリー・パーク                               | 5月14日  | ジョン・フィッツパトリック | ジョン・ローズ     | 開催せず               | 開催せず             |
| 5        | B        | マロリー・パーク                               | 5月14日  | 開催せず                   | 開催せず           | ジャッキー・イクス     | フランク・ガードナー |
| 6        | 6        | シルバーストン・サーキット                     | 5月20日  | バーナード・ウネット       | ジョン・ハンドレイ | ポール・ホーキンス     | フランク・ガードナー |
| 7        | 7        | シルバーストン・サーキット                     | 7月15日  | バーナード・ウネット       | スティーヴ・ニール | ポール・ホーキンス     | フランク・ガードナー |
| 8        | 8        | ブランズ・ハッチ                               | 8月28日  | ジョン・フィッツパトリック | マイク・ヤング     | ジャッキー・イクス     | ジャッキー・オリバー |
| 9        | A        | オウルトンパーク                               | 9月16日  | ジョン・フィッツパトリック | ジョン・ローズ     | 開催せず               | 開催せず             |
| 9        | B        | オウルトンパーク                               | 9月16日  | 開催せず                   | 開催せず           | ヴィック・エルフォード | フランク・ガードナー |
| 10       | 10       | ブランズ・ハッチ                               | 10月22日 | ジョン・フィッツパトリック | ジョン・ハンドレイ | ブライアン・ロビンソン | フランク・ガードナー |

## 選手権結果
| ドライバーズランキング | ドライバーズランキング     | ドライバーズランキング           | ドライバーズランキング |
| 順位                   | ドライバー                 | 車両                             | ポイント               |
| ---------------------- | -------------------------- | -------------------------------- | ---------------------- |
| 1                      | フランク・ガードナー       | フォード・ファルコン・スプリント | 70                     |
| 2                      | ジョン・フィッツパトリック | フォード・アングリア             | 62                     |
| 3                      | ジョン・ローズ             | モーリス・ミニ・クーパー S       | 58                     |
| 4                      | ジャッキー・オリバー       | フォード・マスタング             | 54                     |
| 5                      | バーナード・ウネット       | ヒルマン・インプ                 | 54                     |

## 参照
1. ↑  “アーカイブされたコピー”. 2011年7月16日時点のオリジナルよりアーカイブ。2010年9月30日閲覧。 Official list of BTCC champions
2. ↑  http://homepage.mac.com/frank_de_jong/Pages/1967%20BSCC.html